# Frederic Ananou
Frederic Ananou (München, 20 september 1997) is een Togolese voetballer die als verdediger voor Olimpija Ljubljana speelt. Ananou kwam tot vijf duels voor het Togolees nationaal elftal, maar is in Duitsland geboren.

## Clubcarrière
Ananou begonnen met voetballen bij TV Rheindorf uit Bonn. In 2006 vertrok hij naar 1.Jugend-Fußball-Schule Köln om zes maanden later een overstap te maken naar 1. FC Köln. Hij doorliep alle jeugdelftallen tot de onder 19. 
Op 17 juni tekende hij een per 1 juli 2016 ingaand contract bij Roda JC. Hij maakte in de seizoensopener van de Eredivisie zijn debuut voor de Kerkradenaren. In een wedstrijd tegen Heracles Almelo (1−1) speelde hij de volledige wedstrijd.
Hij tekende in januari 2018 een contract tot 2021 bij FC Ingolstadt 04, dat hem overnam van Roda JC. In 2020 ging hij naar SC Paderborn 07. Op 3 juli 2022 sloot Ananou zich voor één seizoen aan bij Hansa Rostock.
In juli 2023 werd Ananou overgenomen door de Belgische club STVV.
Op 10 januari 2025 keerde Ananou terug naar Duitsland en tekende bij SSV Jahn Regensburg tot het einde van het seizoen 2024/25. Ananou eindigde met Jahn Regensburg op de laatste plek in de 2. Bundesliga. Zijn aflopende contract werd na afloop van het seizoen niet verlengt.
Op 28 juni 2025 vond Ananou met het Sloveense Olimpija Ljubljana een nieuwe werkgever.

## Interlandcarrière
Ananou werd geboren in Duitsland als kind van Togolese ouders. Hij werd in 2016 opgeroepen voor de Duitse U19- en U20-teams. Hij debuteerde voor het nationale team van Togo in een vriendschappelijke wedstrijd tegen Sierra Leone op 24 maart 2022.

## Clubstatistieken
| Seizoen         | Club             | Competitie      | Competitie | Competitie | Beker | Beker | Overig | Overig | Totaal | Totaal |
| Seizoen         | Club             | Competitie      | Wed.       | Dlp.       | Wed.  | Dlp.  | Wed.   | Dlp.   | Wed.   | Dlp.   |
| --------------- | ---------------- | --------------- | ---------- | ---------- | ----- | ----- | ------ | ------ | ------ | ------ |
| 2016/17         | Roda JC Kerkrade | Eredivisie      | 18         | 0          | 0     | 0     | —      | —      | 18     | 0      |
| 2017/18         | Roda JC Kerkrade | Eredivisie      | 11         | 0          | 3     | 0     | —      | —      | 14     | 0      |
| 2017/18         | FC Ingolstadt 04 | 2. Bundesliga   | 3          | 0          | 0     | 0     | —      | —      | 3      | 0      |
| 2018/19         | FC Ingolstadt 04 | 2. Bundesliga   | 15         | 1          | 1     | 0     | —      | —      | 16     | 1      |
| 2019/20         | FC Ingolstadt 04 | 3.Liga          | 12         | 0          | 0     | 0     | 1      | 0      | 13     | 0      |
| 2020/21         | SC Paderborn 07  | 2. Bundesliga   | 15         | 0          | 3     | 0     | 0      | 0      | 18     | 0      |
| 2021/22         | SC Paderborn 07  | 2. Bundesliga   | 6          | 0          | 0     | 0     | 0      | 0      | 6      | 0      |
| 2022/23         | Hansa Rostock    | 2. Bundesliga   | 20         | 0          | 0     | 0     | —      | —      | 20     | 0      |
| Carrière totaal | Carrière totaal  | Carrière totaal | 100        | 1          | 7     | 0     | 1      | 0      | 108    | 1      |